# Maria Bertilla Boscardin

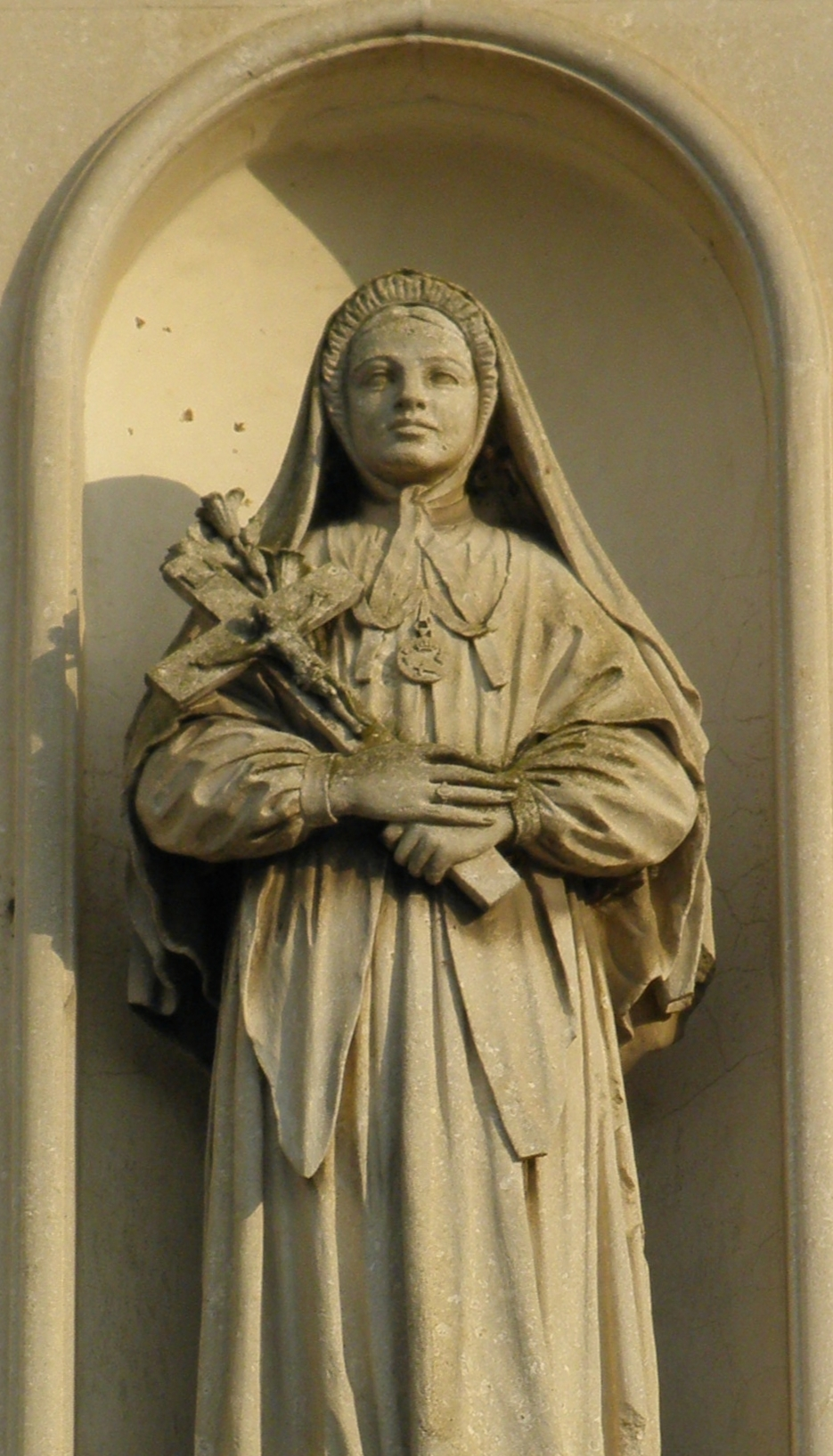
Statue von Maria Bertilla Boscardin in Pojana Maggiore

Maria Bertilla Boscardin, mit bürgerlichem Namen Anna Francesca Boscardin (* 6. Oktober 1888 in Goia di Brendola, Vicenza; † 20. Oktober 1922 in Treviso) wird in der katholischen Kirche als Heilige verehrt.

## Leben
Maria Bertilla stammt aus einer bescheidenen bäuerlichen Familie und trat schon in jugendlichem Alter in die Gemeinschaft der Dorotheenschwestern ein. Sie arbeitete zunächst in der Küche und schloss später in Treviso eine Ausbildung zur Krankenschwester ab. Aufgrund von Konflikten mit ihren Vorgesetzten wurde sie dann aber mit anderen Aufgaben betreut.
Schließlich fand sie ihre Berufung im Dienst an den Kranken, besonders kranken Kindern, während des Ersten Weltkriegs.
Schon mit 22 Jahren wurde sie wegen eines Tumor operiert. Sie starb mit 34 Jahren nach einer erfolglosen weiteren Operation.

## Heiligsprechung
Maria Bertilla Boscardin wurde von Papst Johannes XXIII. am 11. Mai 1961 heiliggesprochen.